# Little Dark Age (песня)
«Little Dark Age» (с англ. — «Маленький тёмный век») — песня американской инди-рок группы MGMT, выпущенная в виде сингла с одноимённого альбома 17 октября 2017 года на звукозаписывающем лейбле Columbia Records.

## Выпуск
В преддверии релиза песни группа опубликовала несколько постов в социальных сетях, рекламирующих альбом, а затем грядущий сингл. 12 октября 2017 года группа опубликовала в социальных сетях видеоклип «#LittleDarkAge», посвященный началу инструментальной части песни. «Little Dark Age» была выпущена как цифровой сингл 17 октября на лейбле Columbia Records. Песня была выпущена с сопровождающим музыкальным видео.

## Художественное оформление
Обложка для сингла взята непосредственно из работы японского художника и иллюстратора манги Суэхиро Маруо. В текстовом пузыре персонаж говорит следующее: «Ох, ладно. Плохо просить что-то, не предлагая что-то взамен. Так что я покажу тебе немного магии. Никаких фокусов. Я называю это „открытием Африки“».

## Видеоклип
Видеоклип на песню был выпущен 17 октября 2017 года, чтобы совпасть по дате с изданием сингла. Видео считалось нехарактерным и удивительно готическим для группы. Джереми Гордон из Spin назвал видео «дадаистическим». Через официальный Vevo-аккаунт группы видеоклип набрал более 90 миллионов просмотров на YouTube.

## Рецензии
«Little Dark Age» получила в целом положительные отзывы критиков. Описывая композицию для Spin, Джереми Гордон назвал песню «мрачной и игривой». Он сказал, что песня и видео были «мрачным, но только немного, и атмосфера чувствует себя подходящим для того, где они сейчас — старше, и без офисных рабочих мест, но признавая, что всё ещё идёт не так».

## Чарты
| Чарт (2017)                            | Позиция в чарте |
| -------------------------------------- | --------------- |
| Mexico Ingles Airplay (Billboard)      | 37              |
| US Billboard Alternative Digital Songs | 23              |
| US Billboard Rock Songs                | 32              |